# الحاجة كريستينا
الحاجة كريستينا رواية للروائي الفلسطيني عاطف أبو سيف. صدرت الرواية لأوّل مرة عام 2016 عن دار الأهلية للنشر والتوزيع في عمّان. ودخلت في القائمة الطويلة للجائزة العالمية للرواية العربية لعام 2018، المعروفة باسم «جائزة بوكر العربية».

## حول الرواية
يروي الكاتب الفلسطيني «عاطف أبو سيف» في هذه الرواية حكاية «الحاجة كريستينا» التي تختفي بعد أن تأتي سيارة دولية تأخذها خارج المخيم خلال العدوان الإسرائيلي على قطاع غزة عام 2009. يثير اختفاء كريستينا الكثير من الأسئلة التي تحاول الرواية أن تجيب عليها.